# Колонизатор
Колонизаторът е човек (използва се и за държава), който колонизира (взема контрол върху) определена територия и/или група от хора (племе, народ).
Голяма част от днешните държави на света преди са били колонии на по-силни държави. Най-много колонии е имало на континентите Америка и Африка, по-малко са били в Азия и Океания.
В днешно време все още има колонии, но те се наричат „владения“ и са главно острови или части от сушата, разположени на хиляди километри от страната колонизатор метрополия. Някои от тях предпочитат да останат под неин контрол поради различни причини. Страните, които имат такива колонии, са изцяло развити икономики.